# Бікеєво
Біке́єво (рос. Бикеево, башк. Бикәй) — село у складі Чишминського району Башкортостану, Росія. Входить до складу Ібрагімовської сільської ради.
Населення — 494 особи (2010; 534 у 2002).
Національний склад:
- татари — 94 %